# Tvrđava sv. Ivan u Dubrovniku
Sveti Ivan je tvrđava u sklopu dubrovačkih gradskih zidina. Nalazi se na južnoj strani i glavna joj je uloga bila obrana gradske luke.
Tvrđava je sagrađena 1346. pod nazivom Tvrđava „od mula“. U blizini je kasnije podignuta tzv. Gundulićeva tvrđava i to prema nacrtima dubrovačkog inženjera Paskoja Miličevića. Obje su tvrđave 1522. godine povezane kulama, a od 1557. godine tvore cjelinu kakvu poznajemo danas – monumentalnu građevinu dijelom polukružnog oblika. U unutrašnjosti tvrđave izvorno se nalazilo veliko skladište baruta.
Uz Minčetu na sjeveru te Bokar i Lovrijenac na zapadu Sv. je Ivan bio treća važna utvrda na dubrovačkim zidinama. Gradska je luka sa sjeverne strane branjena manjom tvrđavom sv. Luke, dok je s južne strane tu ulogu imala tvrđava sv. Ivana. U početku se između tih dviju tvrđava protezao lanac kako bi se spriječio neželjeni ulazak brodova u luku. Taj je lanac bio toliko čvrst da je brodovima bez većih problema lomio kobilice. Lanac se ondje nalazio sve dok 1484. godine nije izgrađen umjetni otočić, lukobran Kaše. Lukobran je izgrađen po nacrtima graditelja Paskoja Miličevića. 
Danas se u prostorijama tvrđave sv. Ivana čuva znatan dio kulturnog blaga iz doba Republike. Također, u njoj su smještene zbirke Pomorskog muzeja i Akvarija i Instituta za more i priobalje. Na terasi koja služi kao ljetna pozornica za potrebe Dubrovačkih ljetnih igara bio je smješten top s jedrenjaka Tritona.

## Vanjske poveznice
Društvo prijatelja dubrovačke starine  Arhivirana inačica izvorne stranice od 26. lipnja 2012. (Wayback Machine)